# Prvenstvo BLP 1943-1944
Il Prvenstvo Beogradskog loptičkog podsaveza 1943./44., in cirillico Првенство Београдског лоптичког подсавеза 1943./44., (it. "Campionato della sottofederazione calcistica di Belgrado 1943-44") fu la venticinquesima edizione del campionato organizzato dalla Beogradski loptački podsavez (BLP).
Fu la terza edizione nello Stato fantoccio della Germania nazista, affidato da Hitler al generale Milan Nedić.
Questa fu la undicesima edizione del Prvenstvo BLP ad essere di seconda divisione, infatti le migliori squadre belgradesi militavano nella Srpska liga 1943-1944, mentre i vincitori sottofederali avrebbero disputato gli spareggi per la promozione al campionato nazionale successivo.
Il campionato venne interrotto a causa degli eventi bellici: con l'avanzata dell'Armata Rossa dalla Romania (che aveva abbandonato l'Asse e si era schierata con l'URSS nell'agosto del '44) verso i suoi confini, i tedeschi si ritirarono a nord-ovest per evitare l'accerchiamento, lasciando il governo di Nedić senza sostegno. Davanti alla prospettiva di essere egli stesso catturato fuggì in Slovenia (ancora sotto controllo tedesco) con tutto il suo governo.

## Prima classe

### Classifica
|  | Pos. | Squadra                      | Pt | G | V | N | P | GF | GS | QR    |
|  | ---- | ---------------------------- | -- | - | - | - | - | -- | -- | ----- |
|  | 1.   | Voždovački                   | 11 | 7 | 5 | 1 | 1 | 12 | 5  | 2,400 |
|  | 2.   | Palilulac Belgrado           | 10 | 7 | 5 | 0 | 2 | 16 | 13 | 1,231 |
|  | 3.   | BASK Belgrado                | 9  | 6 | 4 | 1 | 1 | 16 | 8  | 2,000 |
|  | 4.   | Trgovački Belgrado           | 9  | 7 | 4 | 1 | 2 | 17 | 7  | 2,429 |
|  | 5.   | Mitić Belgrado               | 6  | 6 | 2 | 2 | 2 | 11 | 9  | 1,222 |
|  | 6.   | Admira Belgrado              | 4  | 7 | 1 | 2 | 4 | 8  | 12 | 0,667 |
|  | 7.   | Električna centrala Belgrado | 2  | 6 | 0 | 2 | 4 | 5  | 16 | 0,313 |
|  | 8.   | Železničar Belgrado          | 1  | 6 | 0 | 1 | 5 | 9  | 24 | 0,375 |

Legenda:
      Promossa in Srpska liga 1944-1945.
      Retrocessa nella classe inferiore.
      Ritirata dalla competizione.
Note:
Due punti a vittoria, uno a pareggio, zero a sconfitta.

## Altre competizioni

### Pehar knjižare Branislav Nušić
```
La "Coppa della libreria Branislav Nušić" fu un torneo disputato solo in questa occasione ed iniziò il 30 luglio 1944.
[
2
]
```

|                            | Pos. | Squadra              | Pt | G | V | N | P | GF | GS | QR    |
| -------------------------- | ---- | -------------------- | -- | - | - | - | - | -- | -- | ----- |
|                            | 1.   | SK 1913              | 8  | 4 | 4 | 0 | 0 | 15 | 3  | 5,000 |
|                            | 2.   | BSK Belgrado         | 6  | 4 | 3 | 0 | 1 | 16 | 5  | 3,200 |
|                            | 3.   | Kneževac             | 6  | 5 | 3 | 0 | 2 | 10 | 11 | 0,909 |
|                            | 4.   | Slavija Belgrado     | 6  | 5 | 3 | 0 | 2 | 7  | 9  | 0,778 |
|                            | 5.   | BASK Belgrado        | 2  | 5 | 1 | 0 | 4 | 11 | 18 | 0,611 |
|                            | 6.   | IM Rakovica Belgrado | 0  | 5 | 0 | 0 | 5 | 4  | 17 | 0,235 |
| Fonte: claudionicoletti.eu |      |                      |    |   |   |   |   |    |    |       |

## Resto della Serbia

### Smederevo

#### Smederevska grupa
```
   Squadra                         G   V   N   P   GF  GS  Q.Reti  Pti
1  
Sartid Smederevo
                3   2   1   0   9   2   4,500   5	
2  Železničar AK Smeredevo         3   2   0   1   7   5   1,400   4	
3  Đurađ Branković Smederevo       3   1   1   1   5   4   1,250   3	
4  
Mladi radnik Požarevac
          3   0   0   3   1   11  0,091   0
```

#### Jasenička grupa
```
   Squadra                         G   V   N   P   GF  GS  Q.Reti  Pti
1  
Jasenica Smederevska Palanka
    4   3   1   0   33  5   6,600   7	
2  Sinđelić Svilajnac              3   1   1   1   6   16  0,375   3	
3  
Vojvoda Katić Mladenovac
        3   0   0   3   2   20  0,100   0
```

#### Požarevačka grupa
```
   Squadra                         G   V   N   P   GF  GS  Q.Reti  Pti
1  Stig Požarevac                  6   5   0   1   18  4   4,500   10
2  PSK Požarevac                   6   4   0   2   8   7   1,143   8
3  Sloga Požarevac                 6   2   1   3   13  12  1,083   5
4  SK Kostolac                     6   0   1   5   1   17  0,059   1
```

#### Finale Smederevo
```
   Squadra                         G   V   N   P   GF  GS  Q.Reti  Pti
1  
Jasenica Smederevska Palanka
    5   4   0   1   26  8   3,250   8
2  Železničar AK Smeredevo         5   2   1   2   11  12  0,917   5
3  Stig Požarevac                  5   1   3   1   9   11  0,818   5
4  
Sartid Smederevo
                5   0   2   3   6   21  0,286   2
```

### Kruševac

#### Girone Ovest
```
   Squadra                         G   V   N   P   GF  GS  Q.Reti  Pti
1  SK Čačak                        4   4   0   0   13  6   2,167   8	
2  SK Ibar Kraljevo                4   2   0   2   9   9   1,000   4	
3  
SK Sloga Požega
                 4   1   0   3   10  12  0,833   2	
4  USK Užice                       4   1   0   3   4   9   0,444   2	
```

#### Girone Est
```
   Squadra                         G   V   N   P   GF  GS  Q.Reti  Pti
1  SK Kruševac                     3   3   0   0   13  0   0,000   6	
2  SK Morava Kraljevo              3   2   0   1   6   9   0,667   4	
3  
SK Bivolje
                      4   0   0   4   3   13  0,231   0	
4  
SK Bane Raška
                   esclusa
```

#### Finale Kruševac
```
Finale:             SK Čačak - SK Kruševac                          1-1, 0-5
```

### Kragujevac

#### Gruppo Kragujevac
```
   Squadra                         G   V   N   P   GF  GS  Q.Reti  Pti
1  
Šumadija Kragujevac
             8   8   0   0   51  3   17,000  16	
2  Trgovački Kragujevac            8   6   0   2   28  9   3,111   12	
3  
Radnički Kragujevac
             8   4   0   4   19  26  0,731   8	
4  Seljak Kragujevac               8   2   0   6   10  46  0,217   4	
5  SK Stefanović Kragujevac        8   0   0   8   0   24  0,000   0
Tutte le gare del SK Stefanović sono considerate 0-3 a tavolino.
[
3
]
```

#### Gruppo Morava
```
   Squadra                         G   V   N   P   GF  GS  Q.Reti  Pti
1  
Jedinstvo Paraćin
               5   4   1   0   14  3   4,667   9	
2  Slavija Ćuprija                 5   2   3   0   8   5   1,600   7	
3  Karađorđe Jagodina              6   3   0   3   11  13  0,846   6	
4  
JSK Jagodina
                    5   2   1   2   11  4   2,750   5	
5  Karađorđe Paraćin               4   2   0   2   7   9   0,778   4	
6  Jastreb Ćuprija                 5   1   1   3   8   11  0,727   3	
7  Manasija Despotovac             4   0   0   4   2   16  0,125   0
```

### Niš

#### Gruppo Niš
```
   Squadra                         G   V   N   P   GF  GS  Q.Reti  Pti
1  
Sinđelić Niš
                    7   6   1   0   23  7   3,286   13	
2  Pobeda Niš                      7   5   0   2   37  8   4,625   10	
3  Srbija Niš                      7   4   2   1   12  4   3,000   10	
4  
Železničar Niš
                  7   4   1   2   18  15  1,200   9	
5  
Građanski Niš
                   7   3   0   4   10  17  0,588   6	
6  Hajduk Niš                      7   1   1   5   9   15  0,600   3	
7  Car Konstantin Niš              7   1   1   5   8   23  0,348   3	
8  Obilić Niš                      7   1   0   6   7   35  0,200   2
```

#### Leskovačka župa
```
   Squadra                         G   V   N   P   GF  GS  Q.Reti  Pti
1  
Dubočica Leskovac
               8   7   0   1   26  6   4,333   14	
2  Borac Leskovac                  7   3   2   2   14  15  0,933   8	
3  Momčilo Leskovac                7   3   1   3   14  7   2,000   7	
4  Josif Leskovac                  8   3   1   4   15  14  1,071   7	
5  Moravac / Srbija                8   0   2   6   8   35  0,229   2	
Durante la pausa invernale, lo Srbija (un club militare) ha rimpiazzato il Moravac.
[
4
]
```

#### Timočka župa
```
Jedinstvo Negotin									

Timok Zaječar
									
Jedinstvo Timok									
Železničar Zaječar									

BSK Bor
									
Major Ljutomir Timok									
Srbija Knjaževac
```

### Valjevo

#### I gruppo (Valjevo)
```
   Squadra                         G   V   N   P   GF  GS  Q.Reti  Pti
1  Trgovački Valjevo               5   5   0   0   28  6   4,667   10	
2  
Budućnost Valjevo
               4   2   0   2   18  13  1,385   4	
3  
VSK Valjevo
                     3   1   0   2   11  9   1,222   2	
4  Obilić Valjevo                  4   0   0   4   3   32  0,094   0
```

#### II gruppo (Obrenovac)
```
   Squadra                         G   V   N   P   GF  GS  Q.Reti  Pti
1  Bogoljub Obrenovac              4   3   1   0   8   1   8,000   7	
2  Trgovački Obrenovac             4								
3  Sloga Umka                      4								
4  
Železničar Lajkovac
             4
```

#### III gruppo (Šabac)
```
   Squadra                         G   V   N   P   GF  GS  Q.Reti  Pti
1  Srbadija Loznica                3   2   1   0   7   2   3,500   5	
2  Trgovački Loznica               3   1   1   1   4   4   1,000   3	
3  
Mačva Šabac
                     3   1   1   1   6   6   1,000   3	
4  Zorka Šabac                     3   0   1   2   2   7   0,286   1
```

#### Gruppo finale
```
   Squadra                         G   V   N   P   GF  GS  Q.Reti  Pti
1  Srbadija Loznica                6   4   2   0   23  8   2,875   10
2  
VSK Valjevo
                     5   2   2   1   12  9   1,333   6
3  Trgovački Valjevo               5   2   2   1   10  10  1,000   6	
4  Bogoljub Obrenovac              6   0   0   6   0   18  0,000   0
Tutte le gare del Bogoljub Obrenovac sono considerate 0-3 a tavolino.
[
5
]
```

### Banato

#### Banatska liga
```
   Squadra                         G   V   N   P   GF  GS  Q.Reti  Pti
1  
SK Sloga Kikinda
                5   4   1   0   23  4   5,750   9	
2  SK Ferdin                       5   4   0   1   22  7   3,143   8	
3  SK Botoš                        6   4   0   2   13  13  1,000   8	
4  FC Banatul Bečkerek             4   2   1   1   12  11  1,091   5	
5  SK Delija Tomaševac             7   2   1   4   15  21  0,714   5	
6  SK Kumane                       6   1   2   3   8   18  0,444   4	
7  SK Delija Mokrin                3   1   1   1   3   2   1,500   3	
8  SK Zvezda Novi Bečej            3   1   0   2   7   6   1,167   2	
9  SK Olimpija Kovačica            4   1   0   3   5   14  0,357   2	
10 SK Jedinstvo Krstur             3   0   0   3   1   8   0,125   0						
Campionato disputato dal 23 luglio al 13 settembre 1944,
[
6
]
 campionato interrotto a causa della guerra.
[
7
]
```

#### Banatska Mađarska liga
Riservata ai club espressioni delle comunità ungherese e tedesca.
```
   Squadra                                   Pti
1  Hajra SE (
Nagybecskerek
)                  36
2  Schwebischer SC (
Gross Betschkerek
)       29
3  Sparta SE (Torontalvasarhely, 
Debeljača
)  26
4  Elore SC (
Nagykikinda
)                    21
5  Turul SE (Torokbecse, 
Novi Bečej
)         15
6  Olympia SE (Torontaltorda, 
Torda
)         14
7  Tisza SE (Torokkanizsa, 
Novi Kneževac
)    13
8  Lehel SE (
Muzslya
)                        12
9  Roham SE (Magyarcsernye, 
Nova Crnja
)      11
10 Vegvar SE (
Pancsova
)                      4
```